# Приключения Тома и Джерри
Приключения Тома и Джерри англ. Tom and Jerry Tales — анимационный мультсериал с участием кота Тома и мышонка Джерри, который транслировался в США с 23 сентября 2006 года по 22 сентября 2008 года на телеканале Kids' WB!. Мультсериал был создан компанией Warner Bros. Animation. Тем не менее, это последняя работа, созданная при участии создателя Тома и Джерри Джозефа Барберы (причём уже без Уильяма Ханны, который умер в 2001 году).

## Трансляция
Премьера мультсериала состоялась в сентябре 2006 на канале Kids' WB! и завершилась в сентябре 2008 года. Всего было показано 2 сезона по 13 серий. Каждая серия состоит из 3 маленьких историй. Также трансляция мультсериала велась на телеканале Cartoon Network.

## Персонажи
- Кот Том — антропоморфный серый кот, живущий в домике с мышонком Джерри и псами Спайком и Тайком. Почти всегда гоняется за Джерри, его мечта — съесть мышонка или выгнать его из дома. Очень хочет поймать мышонка Джерри, но это ему никак не удаётся, из-за чего его наказывают хозяева. Часто Джерри подставляет его. Несмотря на вражду с Джерри, иногда он дружит с ним.  Любит кошек Тудлз и Тутси, сам он считает себя романтиком, но Джерри и Бутчу в некоторых случаях удалось добиться их любви.
- Мышонок Джерри — коричневый мышонок, как и все мыши, он любит сыр. Живет в доме с Томом, Спайком и Тайком в своей норке. Воришка и обжора, любит воровать еду из холодильника. Любит поесть. Всегда бегает от Тома, но всегда может ему отомстить. Он всегда придёт на помощь своим друзьям, но и про Тома не забывает. Однажды усыновил мышонка Таффи. Он проучивает Тома и издевается над ним. Часто подставляет его. Иногда дружит с Томом. В некоторых сериях добивался любви подружек Тома.
- Друпи — белый унылый (отсюда и имя Droopy)  и спокойный пёс, который почему-то не может улыбаться. Является героем мультипликации, как и Том и Джерри. Раньше появился в мультфильмах про него. Имеет сына, возлюбленную и врага - красного волка.
- Пёс Спайк — пёс породы английский бульдог. Умеет разговаривать. Живёт с сыном Тайком, котом Томом и мышонком Джерри, в своей будке. Имеет сына Тайка, которого он очень любит и учит быть собакой. О жене Спайка ничего неизвестно. Недолюбливает Тома. Дружит с Джерри и защищает его от Тома.
- Кот Бутч — бездомный чёрный кот, главный богатый соперник Тома, иногда его друг. Друг Молниеносного и Топси, главарь компании бездомных котов. Ему иногда удаётся завоевать любви кошечек Тома. Бутч иногда хочет поймать мышонка Джерри и съесть его, как и Том. Влюблён в Тутс и Тудлз.
- Мышонок Таффи — серый малыш мышонок. Носит подгузник и не умеет говорить, но потом научился. Друг, приёмный сын Джерри, а позже - его племянник. Таффи часто попадается Тому и тот мечтает его съесть. Помогает Джерри в поимке еды из холодильника у кота Тома.
- Мамочка-Два-Тапочка — чернокожий человек (позже заменена на белую), хозяйка Тома, в доме у которой происходят основные действия мультсериала "Том и Джерри". Боится мышей. Её лицо никогда не было показано (за исключением одной серии).  Всегда ругает Тома за его лень, думая, что кот в доме не нужен и часто выгоняет его  из дома.
- Кошка Тудлз — белая кошка-девушка. Она — одна из двух любви Тома. Также объект симпатии Бутча. Она практически ничего не говорит, лишь молчит.
- Щенок Тайк — щенок породы английский бульдог, сын Спайка. Про мать Тайка ничего не известно. Живет с отцом Спайком, котом Томом и мышонком Джерри в будке своего отца. Тайк не говорит, только лает, но его отец понимает. Спайк очень любит Тайка и учит его, как нужно вести себя. Любито бездомный кот серого цвета, враг Тома, надоедающий ему и Джерри. Он — самый лучший друг Бутча и рыжего кота Молниеносного. Самый младший в компании бездомных котов. Участвует в приключениях своих друзей-котов.
- Кот Молниеносный — рыжий кот. Судя по имени, он обладает суперскоростью и может бегать быстро. Враг Тома и Джерри, лучший друг Топси и Бутча. Бездомный кот (временно домашний), обычно он помогает Топси и Бутчу.
- Кот Обалдуй (Митхед) — кот, который был в одном эпизоде. Этот кот друг и одновременно соперник Тома, помогал ему ловить Джерри. Глуповат. Немного отличается сообразительностью.
- Люди — второстепенные герои. Как и у Мамочки, у них лица не показываются. Часто бывают хозяинами Тома, Спайка и Тайка.
- Кошка Тутс — милая, добрая, красивая и очень разговорчивая жёлтая кошка. Возлюбленная Тома и  объект симпатии Бутча.

## Выпуск на DVD
- Tom and Jerry Tales: Volume One был выпущен 3 октября 2006. На диске были выпущены серии Ho Ho Horrors / Doggone Hill Hog / Northern Light Fish Fight / Way-Off Broadway / Egg Beats / Cry Uncle / Joy Riding Jokers / Cat Got Your Luggage? / City Dump Chumps / Tiger Cat / Feeding Time / Polar Peril.
- Tom and Jerry Tales: Volume Two был выпущен 15 мая 2007. На диске были выпущены серии Octo Suave / Beach Bully Bingo / Treasure Map Scrap / Fire Breathing Tom Cat / Medieval Menace / The Itch / Digital Dilemma / Hi, Robot / Tomcat Jetpack / Piranha Be Loved (by You) / Spook House Mouse / Abracadumb.
- Tom and Jerry Tales: Volume Three был выпущен 4 декабря 2007. На диске были выпущены серии Bats What I Like About the South / Fraidy Cat Scat / Tomb it May Concern / Cat Nebula / Martian Mice / Spaced Out Cat / Din-O-Sores / Freaky Tiki / Prehisterics / Destruction Junction / Battle of the Power Tools / Jackhammered Cat / Tin Cat of Tomorrow / Beefcake Tom / Tomcat Superstar. Released in the UK as Volume Two.
- Tom and Jerry Tales: Volume Four был выпущен 11 марта 2008. На диске были выпущены серии: Zent Out of Shape / I Dream of Meanie / Which Witch / More Powers to You / Catch Me Though You Can't / Power Tom / Don't Bring Your Pet to School Day / Cat Show Catastrophe / The Cat Whisperer with Casper Lombardo / Adventures in Penguin Sitting / Cat of Prey / Jungle Love. Released in the UK as Volume Three.
- Tom and Jerry Tales: Volume Five был выпущен 12 августа 2008. На диске были выпущены серии Invasion of the Body Slammers / Monster Con / Over the River and Boo the Woods / Xtreme Trouble / A Life Less Guarded / Sasquashed / Summer Squashing / League of Cats / Little Big Mouse / Bend it Like Thomas / Endless Bummer / Game Set Match.
- Tom and Jerry Tales: Volume Six был выпущен 3 февраля 2009. На диске были выпущены серии The Declaration of Independunce / Kitty Hawked / 24 Karat Kat / Hockey Schtick / Snow Brawl / Snow Mouse / DJ Jerry / Kitty Cat Blues / Flamenco Fiasco / You're Lion / Kangadoofus / Monkey Chow / Game of Mouse & Cat / Babysitting Blues / Catfish Follies.
- Tom and Jerry Tales: The Complete First Season — двухдисковое издание, которое было выпущено 13 апреля 2013. Были выпущены все серии первого сезона.